# Nomada maculipennis
Nomada maculipennis là một loài Hymenoptera trong họ Apidae. Loài này được Cameron mô tả khoa học năm 1902.